# Виконт Тренчард

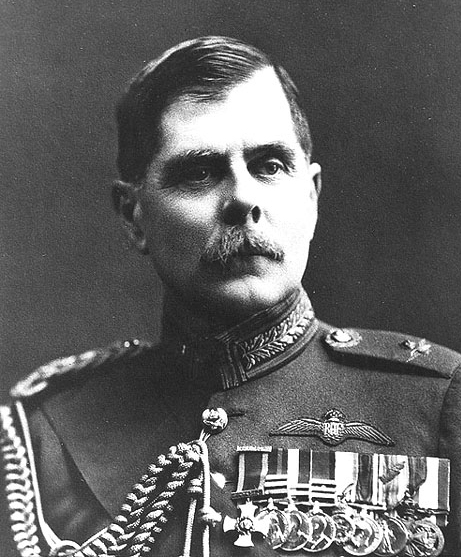
Маршал Королевских ВВС
Хью Тренчард,
1-й виконт Тренчард.

Виконт Тренчард (англ. Viscount Trenchard) из Вулфтона, в графстве Дорсет — аристократический титул в пэрстве Соединённого королевства. 
Титул был создан в 1936 году для маршала Королевских ВВС Хью Тренчарда, 1-го барона Тренчарда. Ранее уже был пожалован баронетом из Вулфтона в графстве Дорсет (баронетство Соединённого королевства; 1919 год) и бароном Тренчард из Вулфтона, в графстве Дорсет, в 1930 году (также в пэрстве Соединённого королевства).
Его второй сын, 2-й виконт, состоял на младших министерских должностях с 1979 года по 1983 год в консервативной администрации Маргарет Тэтчер.
По состоянию на 2024 год, титул принадлежат сыну последнего — 3-му виконту, — который наследовал отцу в 1987 году. В 2004 году он сменил умершего лорда Вивиана, став одним из девяноста избранных наследственных пэров, которым разрешено находиться в Палате лордов после принятия Акта о Палате лордов 1999 года. Лорд Тренчард сидит на скамейке консерваторов.
Семейная резиденция Стендон-Лордшип, рядом с Уэром, в Хартфордшире.

## Виконты Тренчард
- Хью Монтегю Тренчард, 1-й виконт Тренчард (1873—1956);
- Томас Тренчард, 2-й виконт Тренчард (1923—1987);
- Хью Тренчард, 3-й виконт Тренчард (род. 1951); 
  - Наследник: достопочтенный Александр Томас Тренчард (род. 1978), сын 3-го виконта, который был заключен в тюрьму на 30 месяцев 3 февраля 2011 года за мошенничество в отношении своего работодателя, Tesco, в размере £ 355 000. Его родители выплатили деньги[1];
  - Наследник наследника: Фредерик Хью Райнер Тренчард (род. 2008), старший сын предыдущего.